# Дом-музей президента Ратерфорда Б. Хейса
Дом-музей президента Ратерфорда Б. Хейса (англ. Rutherford B. Hayes House), известный также как Шпигель-Гроув (англ. Spiegel Grove) — дом-музей 19-го президента США Ратерфорда Бёрчарда Хейса, расположенный в городе Фримонт, штат Огайо. 

## История

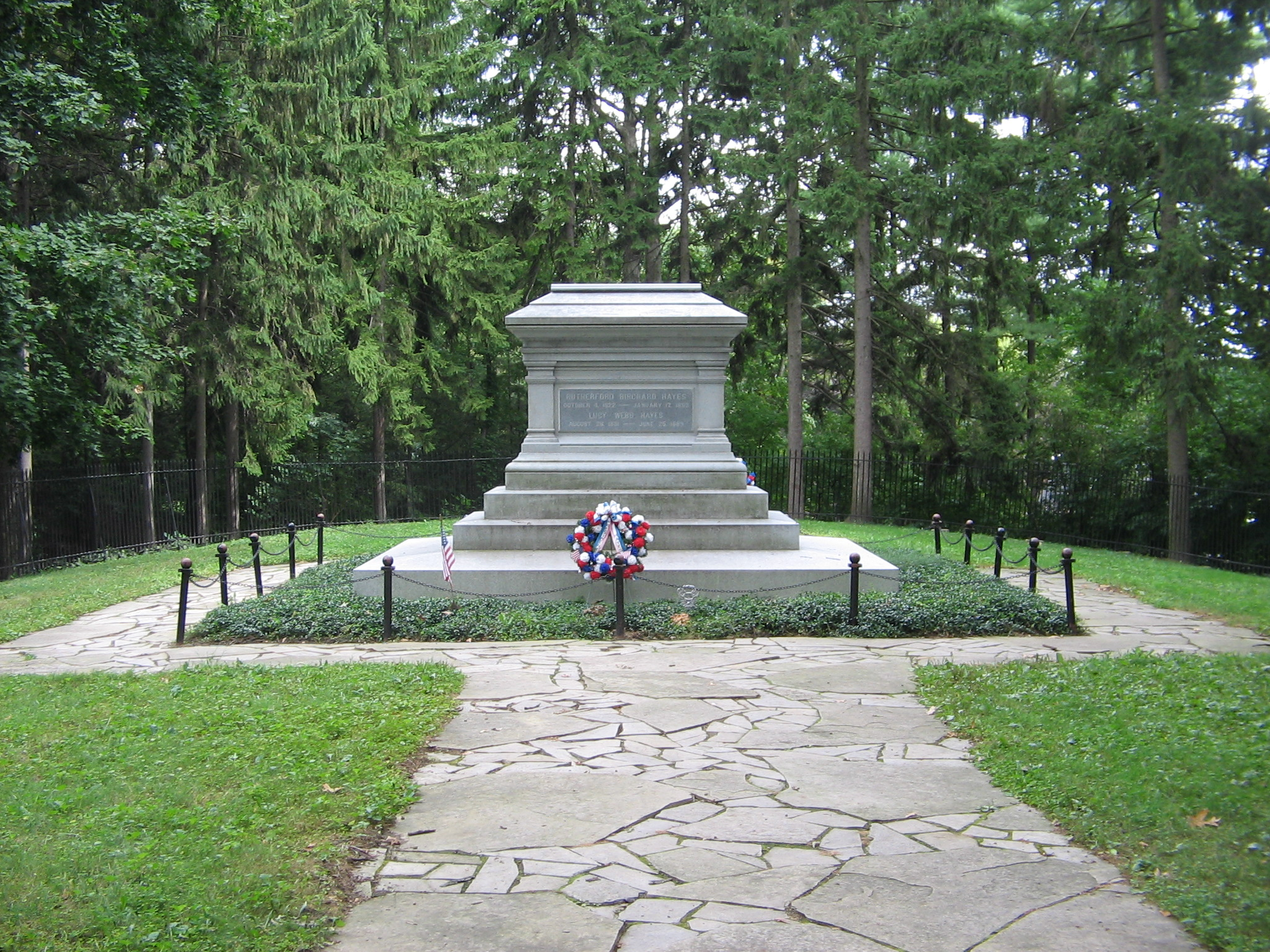
Могила Хейсов

Дом был построен около 1860 года Сардисом Бирчардом как двухэтажный кирпичный особняк. Губернатор Огайо Ратерфорд Хейс вскоре унаследовал данное поместье и переехал туда в 1873 году. После своего переезда он расширил дом, добавив 5 новых комнат и массивную лестницу, которая вела на 4-й этаж. В 1889 году к дому пристроили ещё 6 комнат, что придало ему нынешний вид. После расширения в доме было более 30 комнат и 10 000 квадратных футов (930 м²) жилой площади.
После своей смерти от сердечного приступа в январе 1893 года Хейс был похоронен на кладбище Оквуд, рядом со своей женой Люси. После того, как дом Хейса был подарен штату Огайо его детьми для организации государственного парка Шпигель-Гроув, останки Хейсов были повторно захоронены в Шпигель-Гроув в 1915 году. Здесь же находится Президентский центр Ратерфорда Б. Хейса, основанный в 1916 году.
29 января 1964 года Шпигель-Гроув был объявлен национальным историческим памятником США. Спустя 2 года, дом-музей был добавлен в Национальный реестр исторических мест.